# كاستلفيكيو سوبيكو
كاستلفيكيو سوبيكو (بالإيطالية: Castelvecchio Subequo)‏ هي بلدية في مقاطعة لاكويلا في إقليم أبروتسو الإيطالي.

## السكان
في سنة 1861 بلغ عدد السكان 1٬667 نسمة، وتطور العدد ليصل في سنة 2011 لـ 1٬067 نسمة.
يظهر هذا المخطط البياني تطور النمو السكاني لـ كاستلفيكيو سوبيكو